# 月尾兔頭魨
月尾兔頭鲀，俗名粟色河魨、規仔，为輻鰭魚綱魨形目四齒魨亞目四齒鲀科的一種。

## 分布
本魚分布于印度西太平洋區，包括南非、馬爾地夫、波斯灣、印度、泰國、菲律賓、中國、台灣、日本、韓國、越南、馬來西亞、印尼、新幾內亞、澳洲等海域水深3至50公尺處。

## 特徵
本魚體呈圓筒形，體表面光滑，口小。自頭頂到背鰭起點的背部有許多小棘，喉部到胸鰭下方的腹面亦有許多小棘，魚體背部灰青色，腹部銀白；鰓孔白。尾鰭月形，上葉黃色，下葉白色。背鰭軟條11至13枚；臀鰭軟條10至12枚，體長可達45公分。

## 生態
本魚棲息於沙泥底質的大陸棚，偶爾也會進入河口活動，具季節性洄游。游動慢，受驚嚇會吸入大量的空氣或水，將魚體漲成球狀。屬肉食性，以甲殼類、軟體動物、棘皮動物等為食。

## 經濟利用
因皮膚、精巢、魚肉和內臟均有河豚毒素故不可食用，台灣清境農場有廚師因為食用此種河豚而中毒死亡。 偶爾會在水族館供觀賞。